# Marylebone
Marylebone est un quartier du centre de Londres dans le district de la Cité de Westminster.

## Situation et accès

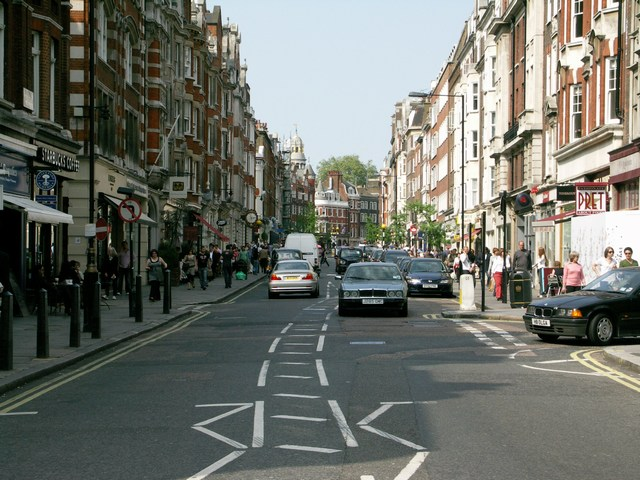
Marylebone High Street.

Le quartier peut être défini comme la zone délimitée par Regent's Park au nord, Oxford Street au sud, Edgware Road à l'ouest et Portland Place (ou Great Portland Street) à l'est.
Les artères principales du quartier sont Marylebone High Street et Marylebone Road.
Le quartier compte quatre stations de métro :
- Baker Street, desservie par les lignes  Bakerloo  Circle ,
- Edgware Road, où circulent les trains des lignes  Circle  District ,
- Marylebone, desservie par la ligne  Bakerloo ;
- Regent's Park, desservie par la ligne  Bakerloo.

### Économie
Depuis 2016, le quartier de Marylebone abrite le siège et les bureaux de la marque de voitures de sport MG.

## Origine du nom
Le quartier doit son nom à l'église St Marylebone qui se trouve à l'ouest. Avant 1965, il était plus connu sous le nom de St Marylebone parce que c'était aussi le nom d'un borough (arrondissement) du Comté de Londres. Le borough de St Marylebone, avec celui de Paddington, fait maintenant partie intégrante de la Cité de Westminster.

## Bâtiments remarquables et lieux de mémoire

### Ambassades
- Ambassade de Lettonie
- Ambassade de Suède
- Ambassade de Suisse

### Grands hôtels

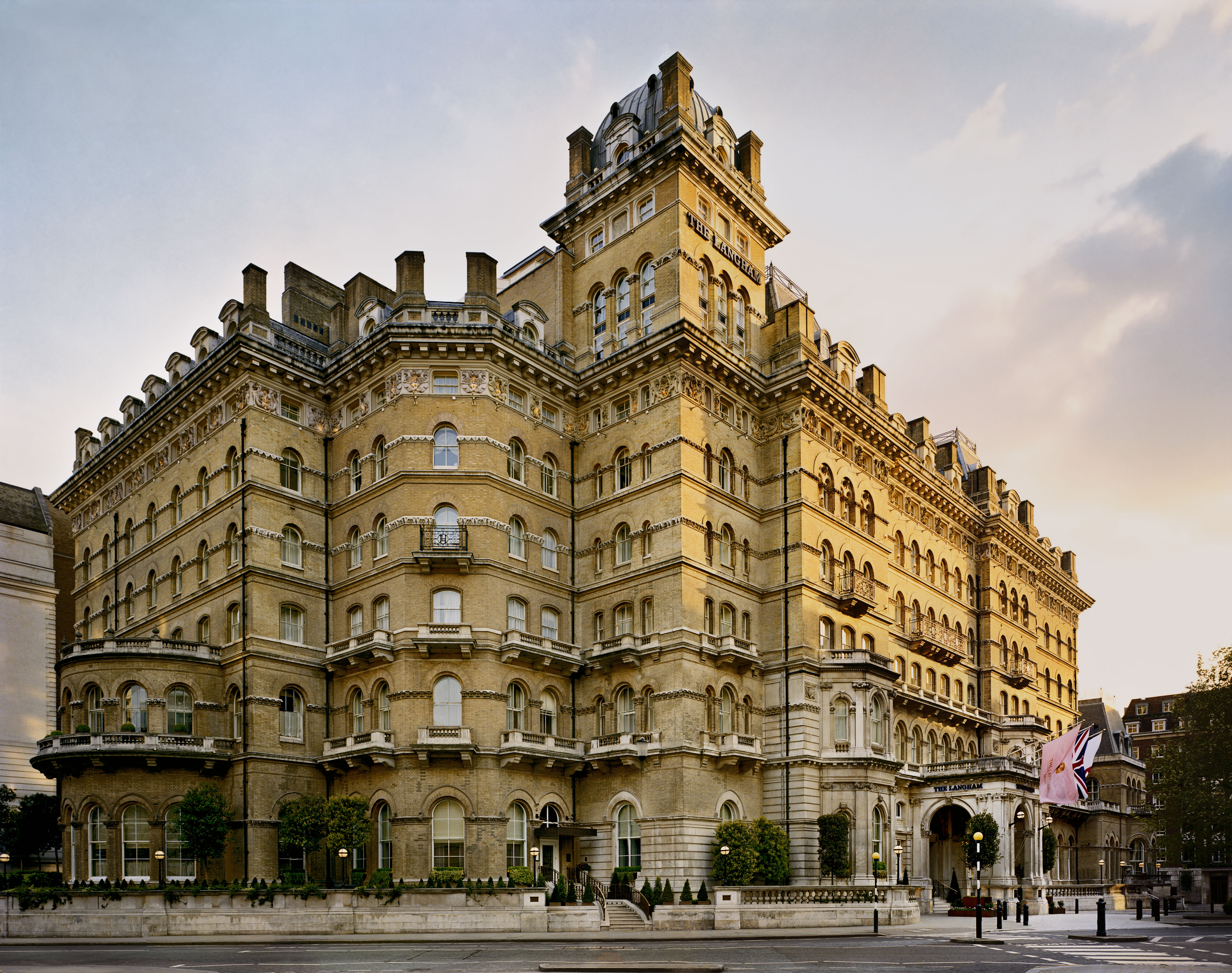
Langham Hotel.

- Chiltern Firehouse, ancienne caserne de pompiers transformée en hôtel cinq étoiles ; l'hôtel a ouvert ses portes en septembre 2014[1] ; en février 2025, il est ravagé par un important incendie[2].
- Churchill Hotel ;
- The Landmark London ;
- Langham Hotel, ouvert en 1865 ;
- The Marylebone Hotel.

### Lieux de culte

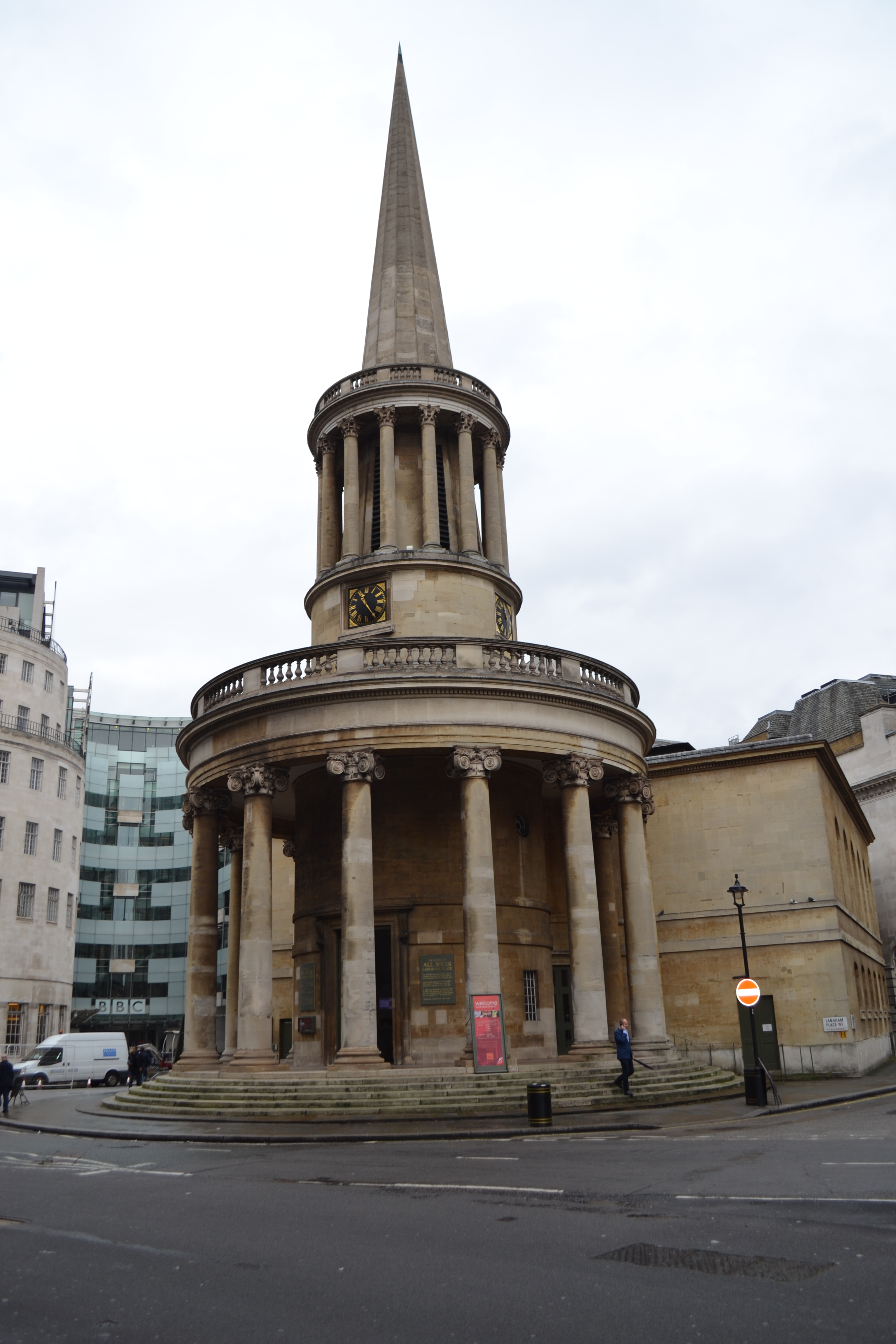
Église All Souls, Langham Place.

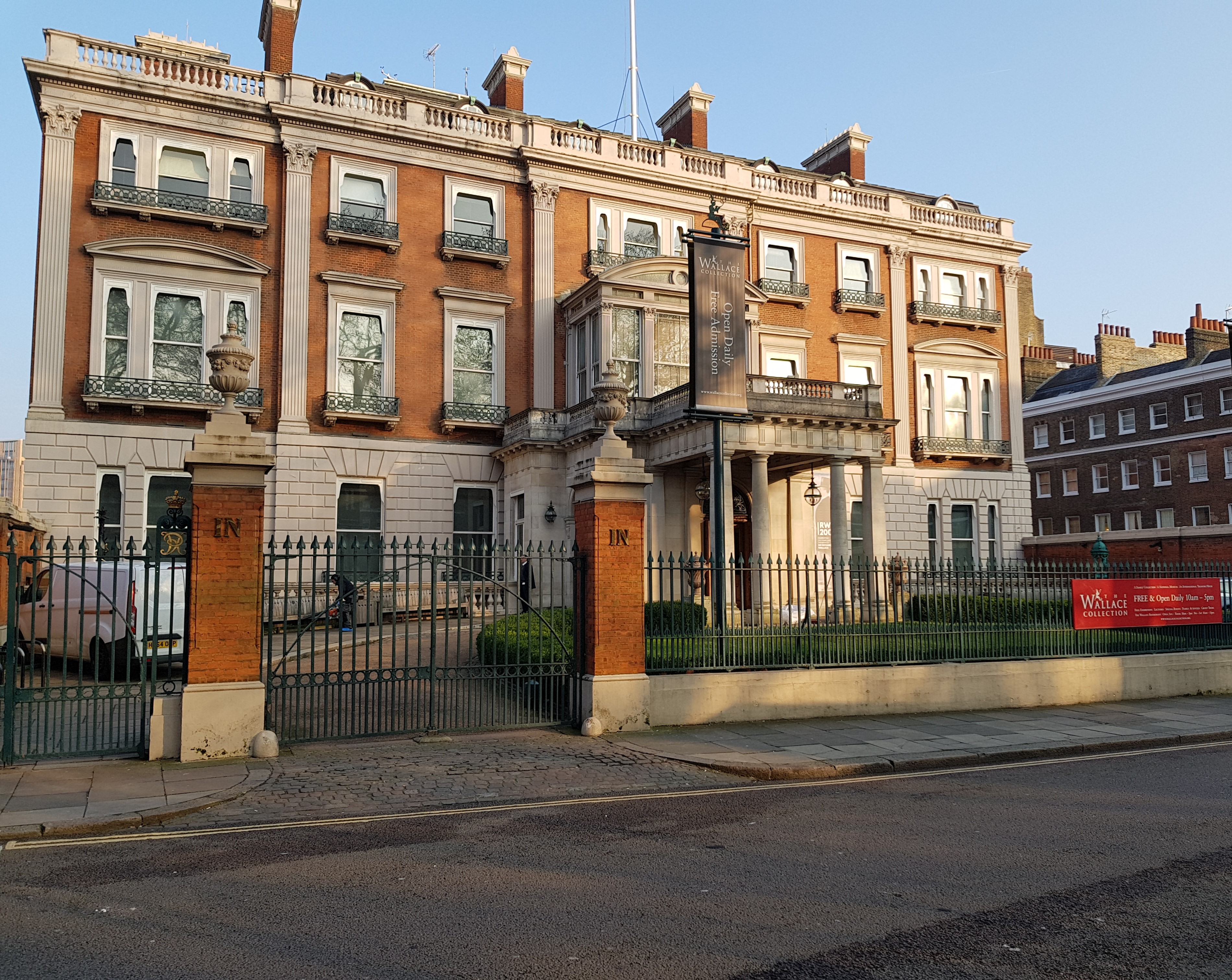
Wallace Collection.

- Église All Souls, construite de 1822 à 1824 par l’architecte John Nash ;
- Église St Marylebone (St Marylebone Parish Church), construite de 1813 à 1817 sur les plans de Thomas Hardwick ;
- St Mary's Church London ;
- St James's Roman Catholic Church.

### Musées et galeries
- Wallace Collection, musée de collectionneur : céramiques, peintures, meubles, armes ;
- Musée de Madame Tussauds, musée de cire ;
- Royal Institute of British Architects (RIBA), no 66, Portland Place : bâtiment de 1930 ; on y trouve notamment une bibliothèque spécialisée, créée en 1834, ouverte à tous ; avec plus de quatre millions d’objets[3], c’est l’une des plus riches au monde.
- Sherlock Holmes Museum, musée consacré au personnage de fiction Sherlock Holmes ; ouvert en 1990.

## Résidents célèbres
- William Pitt l'Ancien.
- Arabella Kenealy (1859-1938), médecin et écrivaine.
- Charles Chaplin, Sr. : l’artiste de music-hall (1863-1901), père de Charlie Chaplin, y est né en 1863[4].
- Violet Dunn-Gardner (1862-1946), peintre, y est née.
- H. G. Wells : l’écrivain (1866-1946) a vécu et est mort au 13, Hanover Terrace, comme le signale une plaque commémorative en façade.
- Richard John Bingham (7e comte de Lucan) (1934-2016), pair britannique.
- John Lennon : le compositeur et musicien (1940-1980) a vécu au 34, Montagu Square, ainsi que Yoko Ono et Ringo Starr, comme le signale une plaque commémorative en façade.
- Jane Birkin : l’actrice et chanteuse est née à Marylebone[5].
- Jacqueline du Pré : la violoncelliste (1945-1987) a vécu au 27, Upper Montagu Street de 1967 à 1971, comme le signale une plaque commémorative en façade.
- Madonna et Guy Ritchie : dans les années 2000, la chanteuse et le producteur, alors en couple, y ont acheté une maison[6].
- Amy Winehouse : la chanteuse (1983-2011) y a acheté un appartement[7].
- Minnie Driver, actrice, y est née en 1970.

### Personnage fictif
- Sherlock Holmes, détective privé créé par Arthur Conan Doyle (1859-1930).